# هاغت ديسغاردين
هاغت ديسغاردين هي فنانة كندية، ولدت في 27 فبراير 1938.